# Gas (álbum)
Gas es el octavo álbum lanzado al mercado por la banda española de rock Los Enemigos.
Fue publicado en 1996 por la discográfica RCA que dedicó una mayor parte de recursos a la promoción del mismo que en trabajos anteriores lo que provocó que tanto las ventas del álbum como la afluencia a los conciertos de la banda se elevara considerablemente.
El disco fue grabado en el caserío Anderregui de Guipúzcoa e incluyó un tema interpretado en euskera: Madrileko negua.
La edición en vinilo del álbum incluyó cuatro temas que no se encontraban en el CD inicial, tres de los cuales pertenecían a la BSO de la película Tengo una casa y un cuarto que era una versión del tema de Joan Manuel Serrat: Señora, que ya había sido incluida en el disco homenaje al artista barcelonés: Serrat, eres único.

## Lista de canciones
1. Alegría
2. Dentro
3. Esta mañana he vuelto al barrio
4. No me caigo bien (me caigo mal)
5. Estás (cuando te vas)
6. Piel de pollo
7. Canción ni siquiera negra
8. Sr. Correcto
9. Mejor
10. Disfunción
11. Camarerito
12. Canción de cuna
13. Madrileko negua
14. Real
15. No estoy

### Temas incluidos en la edición en vinilo
1. Talkin trash
2. Paranoir
3. Lalala (in the morning)
4. Señora